# 아토스 (기업)
아토스(Atos)는 프랑스의 다국적 정보기술 서비스 및 컨설팅 기업이다.